# 廣州地鐵七號線列車
廣州地鐵七號線列車是廣州地鐵7號線正在使用的6節編組B型地鐵列車之一。其正式名稱為廣州市軌道交通七號線車輛，內部型號為B5。
本款列車是為廣州地鐵七號線一期（廣州南站~大學城南）配置的，由南車株機中標，共138輛，23列。除首列列車於南車株洲電力機車有限公司生產外，其余列車均在南車株機屬下的广州南车城市轨道装备有限公司製造。

## 歷史
2013年11月8日，南車株機表示已獲得共138輛，23列的廣州地鐵七號線列車訂單。
2015年2月，首列列車開始在南車株機試製；同年9月，首列列車在廣州南車基地成功進行首次動態調試。
2016年5月4日，大洲車輛段舉行列車交付儀式，首批五列列車交付廣州地鐵，剩余列車亦在開通前陸續交付。
2016年12月28日，七號線一期開通試運營，本款列車正式投入對外服務。

## 外觀

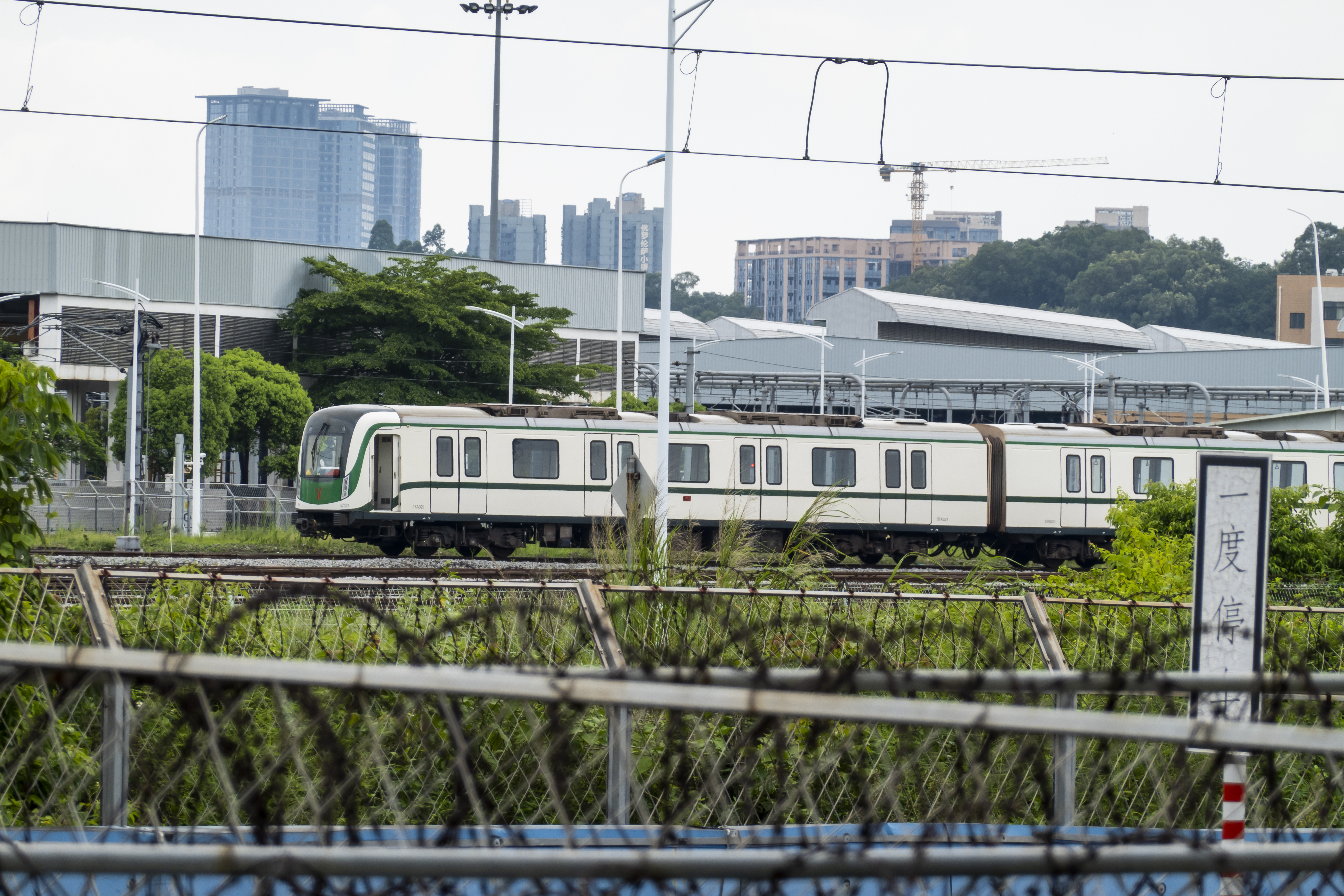
在广州中车基地的07x021-022列车

本款列車為流線型車體，鼓形截面。每節車廂每側共四對車門，車門採用歐特美公司提供的垂直塞拉門（與二八號線列車中的02053-02054一致），每兩對車門間有一玻璃窗。此外，司機室側門採用滑動門。
與三號線和九號線列車（B1、B2、B4、B6）相比，本款列車的頭尾兩節車廂長度比中間車廂稍長，但本款列車仍維持了相鄰車廂車門間距大於相同車廂車門間距的設計。

### 塗裝
本款列車以白色為底色，鼓腰處及車門上方各有一條綠色色帶貫穿全車，且上部色帶比下部稍淺。鼓腰處色帶到達車頭后向下彎至車頭正面底部。車門上方色帶到達車頭后變寬、下彎至车燈外側，車燈內側為與外側一樣的綠色。此外，車頭廣州地鐵的“羊角”標誌為紅色。

## 內部

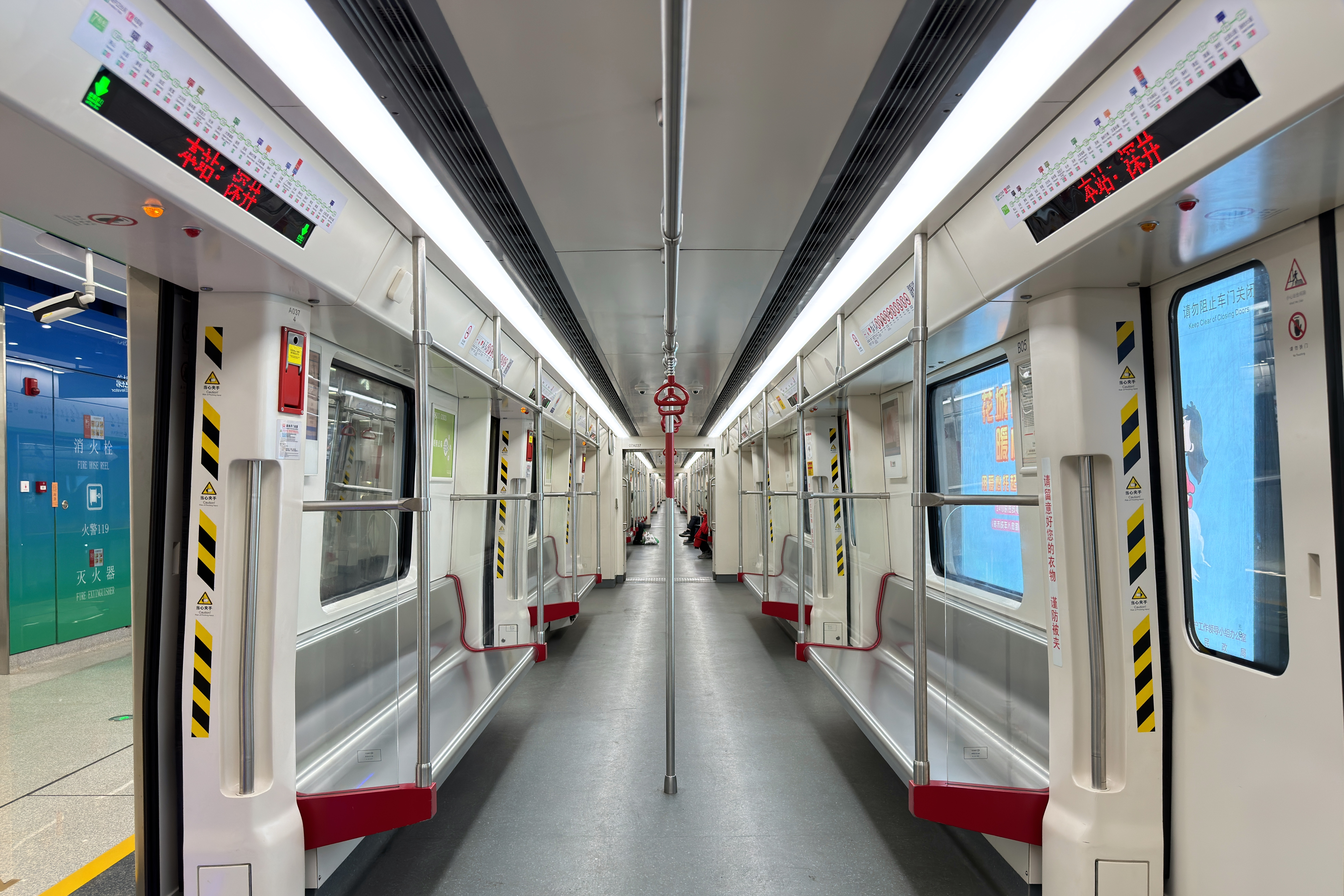
车厢内部

在內裝上本款列車內裝以月白色為主，同時採用LED燈點陣照明，顯得清爽大氣。
本款列車的長椅及扶手為不銹鋼材質。同時，根據車廂的不同，不銹鋼長椅的佈置亦有所區別——A車、C車設6條長椅；B車設6條長椅和2條短椅。此外，在C車II端設有輪椅擺放空間及相關固定設施以供有需要的乘客使用。
為向乘客提供運營資訊，本款列車每節車廂車門上方均設有LED走字屏幕以提供列車方向、網站及換乘資訊。同時，在LED走字屏幕上方及車廂中部上方，均貼有線路圖以提供線路站點信息。此外，每節車廂還在長椅區域設置了6個17寸LCD螢幕播放電視節目。
為提高乘客的乘坐體驗，本款列車提供WLAN上網服務，且WLAN信號發射裝置裝在列車頂箱外側。
另外，本款列車的司機室門只設閉路電視供司機觀察客室情況，沒有瞭望窗。

## 列車編組
本款列車每列車由兩個動力單元組成，其中一個動力單元由兩節動車一節拖車組成，合計四動二拖。
本款列車共計生產23列，其編號由07001-07002起至07045-07046止。
|                                                   | 七号线列车（B5） |                 |              |                 |              |                 |   |                 |              |                 |              |                 |              |
| 单元车                                            | 070×× （奇）     | 070×× （奇）    | 070×× （奇） | 070×× （奇）    | 070×× （奇） | 070×× （奇）    |   | 070×× （偶）    | 070×× （偶） | 070×× （偶）    | 070×× （偶） | 070×× （偶）    | 070×× （偶） |
| 車廂編號                                          | =                | 07A001 : 07A045 | -            | 07B001 : 07B045 | -            | 07C001 : 07C045 | + | 07C002 : 07C046 | -            | 07B002 : 07B046 | -            | 07A002 : 07A046 | =            |
| 受电弓                                            | =                |                 | -            | ＞              | -            |                 | + |                 | -            | ＜              | -            |                 | =            |
| 列车编组                                          | =                | Tc              | -            | Mp              | -            | M               | + | M               | -            | Mp              | -            | Tc              | =            |
| M：动力车；Mp：带受电弓的动车；Tc：带驾驶室的拖车 |                  |                 |              |                 |              |                 |   |                 |              |                 |              |                 |              |
| ＝ ：全自动车钩；+ ：半自动车钩；- ：半永久牵引杆 |                  |                 |              |                 |              |                 |   |                 |              |                 |              |                 |              |